# Gorgophone (Tochter des Perseus)
Gorgophone (altgriechisch Γοργοφόνη Gorgophónē) ist eine Figur der griechischen Mythologie.
Sie ist die Tochter der Andromeda und des Perseus, von dessen Sieg über die Gorgo Medusa sich ihr Name ableitet. Gorgophone heiratet Perieres, den König von Messenien, und hat mit ihm vier Söhne namens Aphareus, Leukippos, Tyndareos und Ikarios.
Nach dem Tod des Perieres heiratet sie den König Oibalos von Sparta. Pausanias berichtet, sie sei die erste Frau gewesen, die nach dem Tod ihres Ehemannes erneut heiratete. Tyndareos wird auch als der Sohn des Oibalos bezeichnet.
Ihr Grab befindet sich laut Pausanias in Argos nahe einem Hügel, in dem das von ihrem Vater Perseus abgeschlagene Haupt der Medusa vergraben wurde.